# Schloss Oberhaselbach

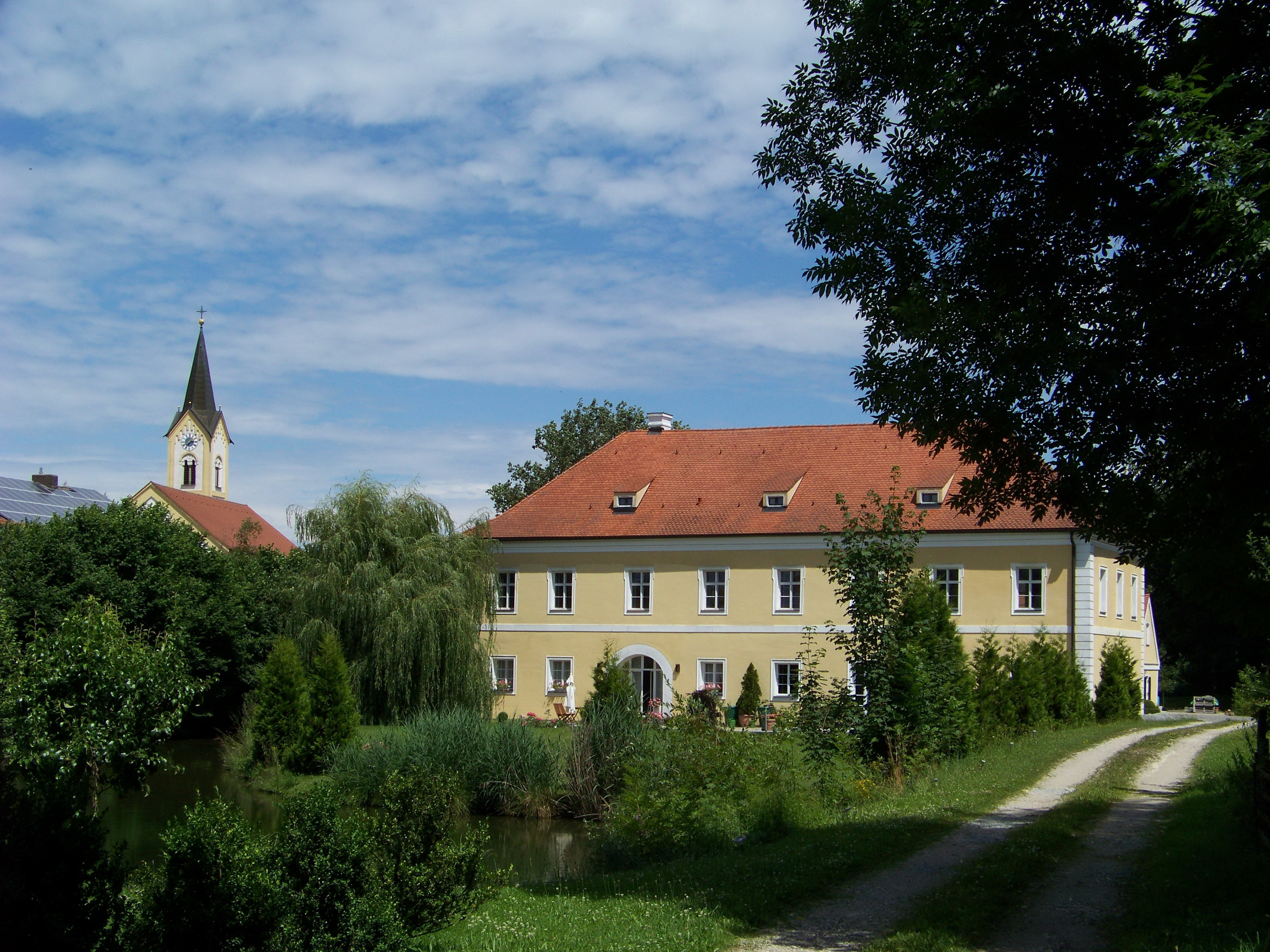
Schloss Oberhaselbach, 2012

Das Schloss Oberhaselbach  liegt in dem gleichnamigen Ortsteil des Marktes Mallersdorf-Pfaffenberg im niederbayerischen Landkreis Straubing-Bogen (Oberhaselbach 1). Die Anlage wird als Bodendenkmal unter der Aktennummer D-2-7238-0067 im Bayernatlas als „untertägige mittelalterliche und frühneuzeitliche Befunde im Bereich des Schlosses bzw. des ehem. Burgstalls von Oberhaselbach mit Wassergraben, einstmaligen Wirtschaftgebäuden und Gartenanlagen, darunter die Spuren von Vorgängerbauten bzw. älterer Bauphasen und abgebrochenen Gebäudeteilen“ geführt. Ebenso ist sie unter der Aktennummer D-2-78-148-22 als Baudenkmal von Oberhaselbach verzeichnet.

## Geschichte
Gegen Ende des 9. Jahrhunderts tauscht ein Posso sein Eigentum zu Haselbach und Pfaffenberg gegen Güter zu Hettenbach und Deggenbach an das Kloster Sankt Emmeram. Die Burg Haselbach ist in dieser Zeit im Besitz des Adelunk von Lindhart. Dessen Sohn Ambrichio I. erhielt das Schloss als Elterngut. Ambrichio wurde im Jahre 864 Abt von St. Emeram und war von 864 bis 891 zugleich Bischof von Regensburg. Er gab 882 das Schloss seinem Neffen Gundalbert, der Vogt von Haselbach wurde. Auch dessen Sohn Adfolk wurde im Jahre 890 die Besitznahme von Haselbach bestätigt. Das Kloster Mallersdorf erhält um 1223 ein Gut in Haselbach für Schreibdienste des Bruders Leutold.
Um 1250 folgten aus einer Seitenlinie der Adelunken die Edlen Prämer als Vögte und Lehensinhaber von Haselbach. Diese nahmen nach der Burg den Familiennamen Haselbeckhen an. Die Haselbeckh waren im 13. und 14. Jahrhundert ein recht begütertes weit verzweigtes Adelsgeschlecht. Am 1. Dezember 1364 siegelt Konrad der Haselbeck zu Pfaffenberg eine Mallersdorfer Klosterurkunde. Am 21. Dezember 1391 siegelt Ulrich der Haselbeck zu Pfaffenberg eine Urkunde des Klosters Mallersdorf. Am 25. Februar 1434 siegelt Ulrich Haselbeck zu Neufahrn ebenfalls eine Mallersdorfer Klosterurkunde. Ihm folgt Jörg Haselbeck, der 1448 den Sitz Neufahrn an Herzog Heinrich verkauft. In der ersten Straubinger Landtafel (um 1425) erscheinen ein Haug Dornstayner sowie Ulrich und Heinrich Haselbeck zu Haselbach. Die Haselbeck erscheinen in der Folgezeit auf Oberhaselbach. Auf die Haselbeckh folgten die Donnerstein und auf diese wieder die Haselbeckh. Ein Hans Haselbeck zu Haselbach ist 1453 pfründtner zu Mallersdorf. Hans Haselbeckh erbaute 1480–1483 das heutige noch erhaltene Wasserschloss neben der alten Burg. Die gesamte Schlossanlage wurde auf Pfählen errichtet.
Auf die Haselbecks folgten gegen 1600 die Herren von Schad (die Schads sind 1593–1642 auch als Hofmarksherren von Greilsberg bezeugt; eine Anna Catharina Schad von Mittelbibrach auf Oberhaselbach und Greilsberg verschreibt am 19. Dezember 1630 ihrem Sohn ihr Kapital auf Greilsberg). Nach dem Dreißigjährigen Krieg wurde das Schloss an den Abt Placidus Bacheder von Prüfening verkauft. In dieser Zeit wurde das Schloss erweitert und außerdem eine Brauerei errichtet. Um 1756 legte das Kloster einen Sommerkeller südöstlich des Schlosses an. Aus dieser Zeit dürften auch viele der mächtigen unter Naturschutz stehenden Linden stammen. Der letzte Propsteiverwalter war der Sprachforscher Pater Johannes Kaindl. Bei der Säkularisation im Jahre 1803 kam das Schloss in den Besitz des Staates, wurde aber bereits zwei Jahre später an den Bauern Michael Vilsmeier von Pfatter verkauft. Weitere Besitzer waren anschließend noch die Familien Limbrunner, Weber und der Fürst von Thurn und Taxis.
In den Jahren 1835 bis 1840 wurden die alte Burg Haselbach mit dem Burgfried und das Bräuhaus wegen Baufälligkeit abgetragen. Diese alte Burg stand westlich des jetzigen Schlosses. Anstelle des Turmes wurde 1848 ein Sudhaus (später zum Bräustadel umfunktioniert) erbaut. In den folgenden Jahrzehnten wechselten sich die Pächter (Unsicker, Lipp, Hopfensberger, Zitzelsberger, Lechner, Schanz, Kellnberger, Kamm, Wild) laufend ab. 1931 ging das Schlossgut Oberhaselbach von den Thurn und Taxis in den Besitz von Alois Sigl über und wurde zu einer Schlosswirtschaft umgebaut. In der NS-Zeit diente die Schlosswirtschaft bis zum Einmarsch der Amerikaner als Ort der Kinderlandverschickung.
In den 90er Jahren des vorigen Jahrhunderts ging es dann an die Familie Herfurtner und darauf in den Besitz der Familie Vogt über. Die aktuellen Besitzer haben das Schloss in den letzten Jahren unter großem Aufwand renoviert.

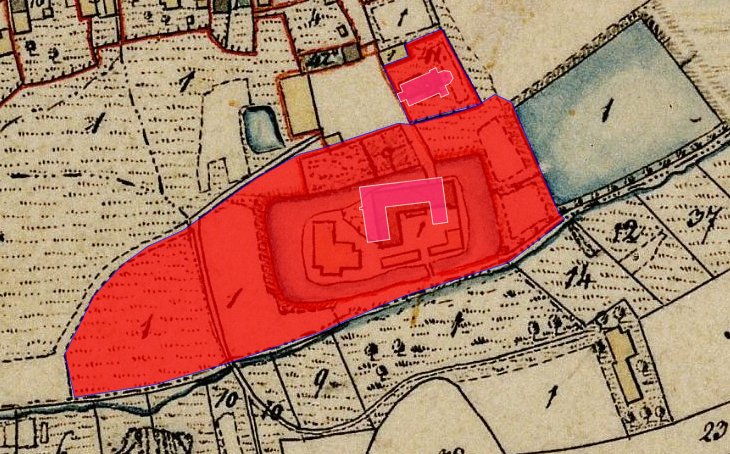
Lageplan von Schloss Oberhaselbach auf dem Urkataster von Bayern

## Schloss Oberhaselbach einst und jetzt
Die alte Burg Haselbach wurde zwischen 1835 und 1840 abgetragen. Anfänge des neuen Schlosses sollen aus den Jahren 1480–1483 stammen. 1756 wurde das Schloss umgebaut und nach Westen erweitert, auch 1861 wurden Aus-/Umbauten durchgeführt. Auf dem Stich von Michael Wening aus dem Jahre 1721 ist das Schloss zu Haselbach ein dreigeschossiger Bau, der von einem Krüppelwalmdach gedeckt ist. Daneben ist die alte Burg Haselbach zu erkennen, die mit dem Schloss mit einer Brücke verbunden ist. Ein Burgfried liegt auf der Schloss- und nicht auf der Burgseite.
Heute ist Schloss Oberhaselbach ein zweigeschossiger Bau mit Eckquaderung. Das Schloss ist eine Weiherhausanlage mit zwei Flügeln, die an drei Seiten von einem Wassergraben umgeben ist. Zusätzlich gehört noch ein eingeschossiges Haus mit mehreren Gauben dazu.